# Pyhäjoki
För andra betydelser, se Pyhäjoki (olika betydelser).
Pyhäjoki är en kommun i landskapet Norra Österbotten i Finland. Pyhäjoki har 3 048 invånare och har en yta på 1 365,09 km².
Pyhäjoki är enspråkigt finskt.
Fennovoima planerade att bygga ett kärnkraftverk i Pyhäjoki. I maj 2022 stoppade Fennovoima bygget. 

## Hanhikivi kärnkraftverk
Finländskt energibolaget Fennovoima planerade att bygga ett kärnkraftverk i Pyhäjoki, Hanhikivi kärnkraftverk. Det planerades börja producera elektricitet år 2024. Finlands riksdag sade i december 2014 ja till statsrådets principbeslut att bygga kärnkraftverket.
Fennovoimas partner till projektet var ryska Rosatom och dess dotterbolag RAOS Projects.
I maj 2022 sade Fennovoima upp sitt avtal om kraftverksleverans med Rosatom. Beslutet innebar att kärnkraftsbygget i Pyhäjoki stoppades.
Kritiken mot Fennovoimas kraftverksplaner hade växt på grund av kriget i Ukraina.
Därtill uppgav Fennovoima att "orsaken är betydande förseningar och RAOS Projects oförmåga att förverkliga projektet Hanhikivi 1".

## Tätorter
Vid Statistikcentralens tätortsavgränsning den 31 december 2021 fanns tre tätorter inom Pyhäjoki kommuns område:
| Nr | Tätort           | Folkmängd |
| -- | ---------------- | --------- |
| 1  | Pyhäjoki kyrkoby | 1 511     |
| 2  | Yppäri           | 326       |
| 3  | Parhalahti       | 279       |

## Styre och politik

### Mandatfördelning i Pyhäjoki kommun, valen 1976–2021
| 5 | 16 |

| 5 | 1 | 14 | 1 |

| 4 | 1 | 15 | 1 |

| 3 | 16 | 2 |

| 5 | 14 | 1 | 1 |

| 4 | 1 | 15 | 1 |

| 3 | 1 | 16 | 1 |

| 3 | 2 | 16 |

| 12 | 9 |

| 2 | 4 | 1 | 13 | 1 |

| 13 | 8 |

| 4 | 1 | 14 | 2 |

| 13 | 8 |

| 3 | 1 | 15 | 2 |

| 14 | 7 |

| 3 | 3 | 13 | 2 |

| 13 | 8 |

### Vänorter
Pyhäjoki har inga vänorter.

## Befolkning

### Befolkningsutveckling
| Befolkningsutvecklingen i Pyhäjoki kommun 1975–2020                                                          | Befolkningsutvecklingen i Pyhäjoki kommun 1975–2020 | Befolkningsutvecklingen i Pyhäjoki kommun 1975–2020 | Befolkningsutvecklingen i Pyhäjoki kommun 1975–2020 | Befolkningsutvecklingen i Pyhäjoki kommun 1975–2020 |
| --- | --------------------------------------------------- | --------------------------------------------------- | --------------------------------------------------- | --------------------------------------------------- |
| |                                                     |                                                     |                                                     |                                                     |
| År |                                                     |                                                     | Folkmängd                                           |                                                     |
| 1975 | 1975                                                |                                                     | 3 501                                               |                                                     |
| 1980 | 1980                                                |                                                     | 3 591                                               |                                                     |
| 1985 | 1985                                                |                                                     | 3 694                                               |                                                     |
| 1990 | 1990                                                |                                                     | 3 765                                               |                                                     |
| 1995 | 1995                                                |                                                     | 3 875                                               |                                                     |
| 2000 | 2000                                                |                                                     | 3 617                                               |                                                     |
| 2005 | 2005                                                |                                                     | 3 478                                               |                                                     |
| 2010 | 2010                                                |                                                     | 3 393                                               |                                                     |
| 2015 | 2015                                                |                                                     | 3 211                                               |                                                     |
| 2020 | 2020                                                |                                                     | 3 051                                               |                                                     |
| Anm: Uppgifterna avser förhållandena den 31 december nämnda år enligt områdesindelningen den 1 januari 2022. |                                                     |                                                     |                                                     |                                                     |

### Språk
Befolkningen efter språk (modersmål) den 31 december 2021. Finska, svenska och samiska räknas som inhemska språk då de har officiell status i landet. Resten av språken räknas som främmande. För språk med färre än 10 talare är siffran dold av Statistikcentralen på grund av sekretesskäl.
| Språk                        | Talare 2021-12-31 | Talare 2021-12-31 |
| Språk                        | Antal             | Andel (%)         |
| ---------------------------- | ----------------- | ----------------- |
| Hela befolkningen            | 3 048             | 100,0             |
| Inhemska språk totalt        | 2 899             | 95,1              |
| Finska                       | 2 892             | 94,9              |
| Svenska                      | 7                 | 0,2               |
| Främmande språk totalt       | 149               | 4,9               |
| Ryska                        | 72                | 2,4               |
| Ukrainska                    | 20                | 0,7               |
| Estniska                     | 17                | 0,6               |
| Språk med färre än 10 talare | 40                | 1,3               |

|  | Finska (94,9 %) |

|  | Svenska (0,2 %) |

|  | Främmande språk (4,9 %) |

|  | Finska (94,9 %) |

|  | Svenska (0,2 %) |

|  | Främmande språk (4,9 %) |